# جورج کرونشا
جورج کرونشا (انگلیسی: George Crownshaw؛ ۱۷ آوریل ۱۹۰۸ – October 1992 (aged 84)) بازیکن فوتبال اهل بریتانیا بود.
از باشگاه‌هایی که در آن بازی کرده‌است می‌توان به باشگاه فوتبال هادرزفیلد تاون و باشگاه فوتبال لوتون تاون اشاره کرد.